# Alfred Minner
Alfred Minner (Sint-Joost-ten-Node, 9 oktober 1880 - Etterbeek, 22 oktober 1972) was een Belgisch architect.

## Levensloop
Minner volgde vijf jaar avondlessen aan de Ecole  des  arts  du  Dessin in  Sint-Joost-ten-Node. Daar kwam hij in contact met de architectuur. Hij studeerde tussen 1900 en 1908 architectuur aan de Brusselse Academie. Tegelijkertijd volgde hij les aan de Ecole Industrielle de la ville de Bruxelles en liep hij enige tijd stage bij zijn docent Gustave Maukels.
Minner speelde een belangrijke rol in de wederopbouw van België tijdens en na de Eerste Wereldoorlog. Hij was onder meer actief medewerker bij het Oeuvre Suisse en Belgique. Bij de opheffing van deze maatschappij ging hij aan de slag bij de Belgische Dienst der Verwoeste Gewesten. Naast heropbouw tekende hij ook plannen voor scholen, ziekenhuizen en kerken.

## Bekende werken
- De wederopbouw van de Wederopbouwhoeve te Humbeek (1918).[1]
- De sociale woonwijk De Vrije Woonst te Mechelen (1922).[2]
- Het eerste deel van de Staatsnormaalschool te Laken (ca. 1925 - 1938).[3]
- De Sint-Pieterskerk te Zemst (1927 - 1929).[4]
- Het sanatorium van het Imelda-complex te Bonheiden (1929 - 1933).[5]
- De restauratie van het Hof van Busleyden te Mechelen (1930 - 1938).[6]
- De vergroting van de Onze-Lieve-Vrouw van Goede Wilkerk te Duffel (1937).[7]
- De verbouwing van de Stadsbibliotheek Lauwers-Van Ootegem te Vilvoorde (1946 - 1949).[8]
- De ziekenhuisvleugel aan de Vaartstraat van het Onze-Lieve-Vrouwegasthuis te Vilvoorde (1957 - 1969).[9]
- De wederopbouw van de Norbertinessenpriorij Onze-Lieve-Vrouw van Leliëndaal te Mechelen (1965).[10]
- De uitbreiding van het klooster van het convent van Bethlehem te Duffel met o.a. paviljoenen.[11]